# Pouteria triplarifolia
Pouteria triplarifolia là một loài thực vật thuộc họ Sapotaceae. Đây là loài đặc hữu của Costa Rica.